# Rappin Rodney
Rappin Rodney è un popolare singolo del attore comico Rodney Dangerfield inciso nel 1983 ed considerato il primo brano rap inciso da un bianco in assoluto, con Dangerfield come cantante e la RCA come produttrice della canzone. Essa è stata una delle prime tracce rap a entrare nelle classifiche pop e la prima canzone rap di un artista di sesso maschile bianco a colpire gli Hot 100 nei anni 80'.

## Significato
La canzone è un uso delle frasi simbolo del comico, come anche le popolari I get no respect at all! e I'll tell ya, I'm all right now. But last week I was in rough shape, e cita anche vari personaggi dei suoi sketch, come il dott. Vinnie Boombox, oltre anche alla frase biblica O Death, Where Is Thy Sting.

## Video
Il video musicale di accompagnamento, che include cameo della cantante Pat Benatar e del comico Don Novello (col suo personaggio di padre Guido Sarducci), è stato riprodotto vastamente su MTV al momento del rilascio.

## Critica
Rodney Dangerfield non è esattamente il tipo di personaggio che ti aspetteresti di fare un brano rap. A quel tempo, era un comico bianco di 62 anni noto per il suo slogan "I Get No Respect!'' e che stava facendo il suo picco in carriera con ruoli in classici della commedia come Caddyshack, Easy Money e, più tardi, il teen-movie commedia A scuola con papà.